# Грінгіллс (Огайо)
Грінгіллс (англ. Greenhills) — селище (англ. village) в США, в окрузі Гамільтон штату Огайо. Населення — 3741 особа (2020).

## Географія
Грінгіллс розташований за координатами 39°16′1″ пн. ш. 84°31′9″ зх. д. / 39.26694° пн. ш. 84.51917° зх. д. (39.266865, -84.519163).  За даними Бюро перепису населення США в 2010 році селище мало площу 3,23 км², уся площа — суходіл.

## Демографія
Згідно з переписом 2010 року, у селищі мешкало 3615 осіб у 1499 домогосподарствах у складі 968 родин. Густота населення становила 1120 осіб/км².  Було 1645 помешкань (510/км²).
Расовий склад населення:
| - 88,0 % — білих - 6,7 % — чорних або афроамериканців - 0,8 % — азіатів - 0,1 % — вихідців з тихоокеанських островів - 0,1 % — корінних американців |

До двох чи більше рас належало 3,6 %. Частка іспаномовних становила 2,4 % від усіх жителів.
За віковим діапазоном населення розподілялося таким чином: 23,8 % — особи молодші 18 років, 60,2 % — особи у віці 18—64 років, 16,0 % — особи у віці 65 років та старші. Медіана віку мешканця становила 39,0 року. На 100 осіб жіночої статі у селищі припадало 89,4 чоловіків;  на 100 жінок у віці від 18 років та старших — 85,6 чоловіків також старших 18 років.
Середній дохід на одне домашнє господарство  становив 71 214 долари США (медіана — 55 691), а середній дохід на одну сім'ю — 80 782 долари (медіана — 59 832). Медіана доходів становила 46 864 долари для чоловіків та 43 669 доларів для жінок. За межею бідності перебувало 11,1 % осіб, у тому числі 27,6 % дітей у віці до 18 років та 1,8 % осіб у віці 65 років та старших.
Цивільне працевлаштоване населення становило 1882 особи. Основні галузі зайнятості: освіта, охорона здоров'я та соціальна допомога — 30,7 %, виробництво — 12,2 %, роздрібна торгівля — 11,1 %, науковці, спеціалісти, менеджери — 11,1 %.